# Macédoine (terminologie)
Pour les articles homonymes, voir Macédoine.
Le terme « Macédoine » est un toponyme aux multiples sens qui ont évolué au fil du temps, et qui concernent des zones pouvant soit être différentes géographiquement, politiquement, historiquement, linguistiquement et démographiquement, soit se recouper en partie. Les divers groupes ethniques qui habitent la zone ont nommé de la même manière des entités diverses et des formes différentes d'une unique entité, ce qui entraîne des problèmes de confusion aussi bien pour ses habitants que pour les étrangers.
Historiquement, la région a été marquée par les continuels changements politiques dans l'histoire de la péninsule balkanique. Sur le plan géographique, il n'existe pas de définition unanime de la région et les noms des sous-divisions varient tant selon les sources universitaires, qu'auprès de leurs propres habitants. Sur le plan démographique, la zone est habitée par cinq groupes ethniques dont quatre s'auto-définissant comme « Macédoniens » :
- le groupe de slaves méridionaux pour qui ce nom désigne leur nation ;
- le groupe de slaves méridionaux pour qui ce nom désigne une appartenance régionale au sein de la nation bulgare (dans le sud-ouest de ce pays) ;
- un groupe roman (plus précisément aroumain et méglénite, du moins ceux originaires de Macédoine) ;
- un groupe grec (plus précisément les Grecs habitant la Macédoine grecque ou qui en sont originaires).

Linguistiquement, les noms et les origines des langues parlées dans la zone sont l'objet de débats plus politiques que scientifiques, et dans le domaine purement politique, l'utilisation du nom de Macédoine a fait l'objet d'un conflit diplomatique entre la Grèce et la Macédoine du Nord, nécessitant l'intervention des Nations unies et qui n’a été résolu qu'en 2018 avec la signature de l'accord de Prespa entre les deux partis.
Au-delà de l'histoire et des frontières de la région, la Macédoine peut être considérée sans ambiguïté comme le cœur des Balkans. Fondamentalement, la variété des noms et des définitions est à l'origine d'une profusion de controverses ainsi décrite par Winston Churchill : « La région des Balkans a tendance à produire plus d'histoire qu'elle ne peut en consommer ».

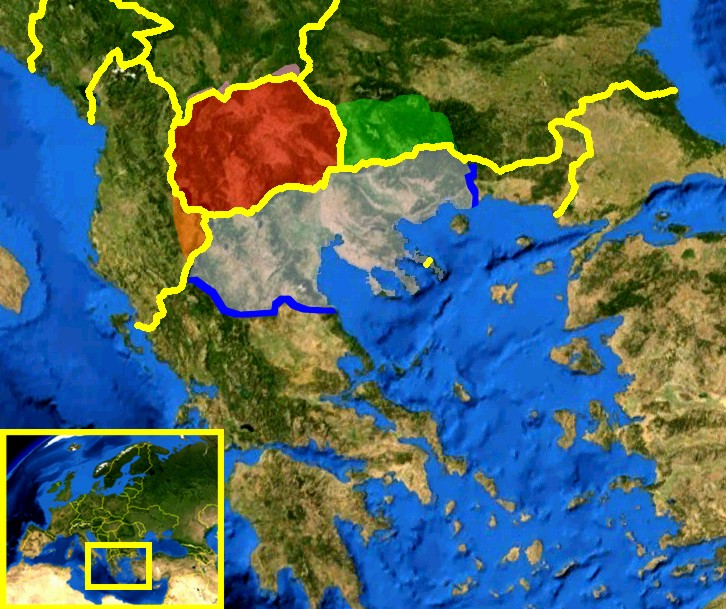
Les différentes régions contemporaines de « Macédoine » :
Macédoine grecque (GRE)
Macédoine du Nord (MKD)
Macédoine du Pirin ou Macédoine bulgare(BUL)
Régions de Mala Prespa et de en Albanie
Régions de Gora et de Pčinja en Serbie

L'évolution de la « Macédoine » au fil des temps :
Royaume de Macédoine dans l'Antiquité
Province de l'Empire romain
Macédoine pendant l'Empire byzantin
Macédoine pendant l'Empire ottoman

- Macédoine grecque ( Grèce)
- Macédoine du Nord ( Macédoine du Nord)
- Macédoine du Pirin ou Macédoine bulgare[3]( Bulgarie)
- Régions de Mala Prespa et de Golo Bardo (en) en Albanie
- Régions de Gora (en) et de Pčinja en Serbie

## Étymologie
Trois théories existent sur l'origine du nom « Macédoine ». Dans la mythologie grecque, Makedon aurait été le nom d’un chef de tribu qui s’installa dans la région et qui fonda le royaume de Macédoine. Selon Hérodote, les makednoí étaient une tribu dorienne.
Le nom pourrait aussi dériver de l'adjectif μακεδνός ('makednós'), qui signifie « haut », tel qu'utilisé par Homère pour désigner un arbre dans l'Odyssée et qui serait selon Hésychios d'Alexandrie un mot dorien signifiant « grand » ou « pesant ». On pense habituellement qu'aussi bien les Macédoniens que leurs prédécesseurs makednoí étaient considérés comme des personnes de grande taille.
Une troisième hypothèse suggère que le nom Makedon signifie « gens des hautes terres » selon un terme ancien de l'ancienne langue macédonienne, μακι-κεδόνες (maki-kedónes, des hautes terres). Le World Book Encyclopedia avance cette théorie, mais sur la base du terme grec makednós, portant sur les hautes montagnes de la région.

## La Macédoine historique

### Époque antique
Le premier royaume de Macédoine, qui exista entre le milieu du VIIe siècle av. J.-C. et 168 av. J.-C., a été le premier État à être installé dans la région géographique homonyme. Ses frontières ont été plus ou moins constantes, bien qu'il soit difficile de déterminer si certaines zones intérieures faisaient partie du royaume lui-même, ou des États indépendants qui furent constamment en lutte contre les rois de Macédoine.
Pendant le règne de Philippe II, la Macédoine s'est considérablement élargie, notamment dans le domaine de la péninsule de Chalcidique et les territoires du nord vers le Danube. Philippe termina son règne en s'établissant sur une grande partie de la Grèce ; son fils, Alexandre le Grand, étendra le royaume de Macédoine sur une grande partie de l'Asie jusqu'à l'Indus en soumettant l'Empire perse achéménide.
Après la mort d'Alexandre, la Macédoine est redevenue un petit royaume à la suite des guerres des diadoques et du morcellement de l'Empire en différents États. Après sa conquête par l'Empire romain dans ce qu'on appelle les guerres de Macédoine, le Sénat romain établit la province de Macédoine en 146 av. J.-C., dont la taille varie au cours des siècles jusqu'à la mer Adriatique et avant que Dioclétien  ne la divise en deux unités administratives. Pendant la période byzantine, le thème de Macédoine, organisé en l'an 800, est situé dans une région plus à l'est, excluant la péninsule Chalcidique.
| Royaume de Macédoine                               | Province romaine    |
| Macédoine byzantine                                | Domination ottomane |
| -------------------------------------------------- | ------------------- |
| Extension du territoire historique de la Macédoine |                     |

La dynastie macédonienne, dont le fondateur, Basile Ier le Macédonien, était en fait d’origine arménienne mais d'une famille établie en Macédoine vers 813, régna sur l’Empire byzantin de 867 à 1057.
En l’an 300, le diocèse de Macédoine est organisé autour des deux provinces de Macédoine ; il rassemble les provinces d'Épire, Thessalie, Achaïe et de Crète, de sorte qu'il comprenait la plupart de la Grèce moderne et l'Albanie. Le diocèse cessa d'exister avec l'arrivée des ottomans.
Par la suite, l'Empire ottoman qui régna sur le territoire jusqu'au XIXe siècle ne constituera aucune unité administrative en Macédoine sous ce nom ; toutefois, la région s'étendant de la Thrace orientale à la Thessalie et la Serbie a continué à être connue sous le nom de «Macédoine», qui, selon plusieurs études correspond à la définition de la région actuellement la plus utilisée.
Lorsqu’en 1904, une grande partie de son territoire fut placé sous surveillance internationale, la Macédoine a été partagée entre les districts de Thessalonique, Bitola, Skopje, Kosovo, Dráma et Serrès,. Entre 1912 et 1913, la région a été divisée entre les États indépendants des Balkans après sa victoire sur les Ottomans lors de la Première Guerre balkanique. La frontière entre la Grèce, la Serbie et la Bulgarie finira par être définie à la suite des conflits dans la région : la première et la deuxième guerre balkanique et plus tard, la Première Guerre mondiale.

### Macédoine contemporaine

Si le traité de San Stefano (1878) avait été appliqué, la Bulgarie aurait englobé le territoire macédonien.

Dès les prémisses de la révolution grecque, le gouvernement grec provisoire considérait la Macédoine comme faisant partie intégrante du territoire grec, mais selon le traité Constantinople de 1832 qui définit les frontières grecque après son indépendance de l'Empire ottoman, la limite nord se situait entre Arta et Volos, soit au sud de la Macédoine actuelle.
Selon le traité de San Stefano qui met un terme à la guerre russo-turque de 1877-1878, toute la région macédonienne doit passer sous contrôle de la Bulgarie (alliée des russes), à l'exception de la région de Thessalonique. Cependant le Congrès de Berlin de 1878, voulu par les puissances occidentales, révisa ce traité et rendit une grande partie de la région macédonienne à l'Empire ottoman.

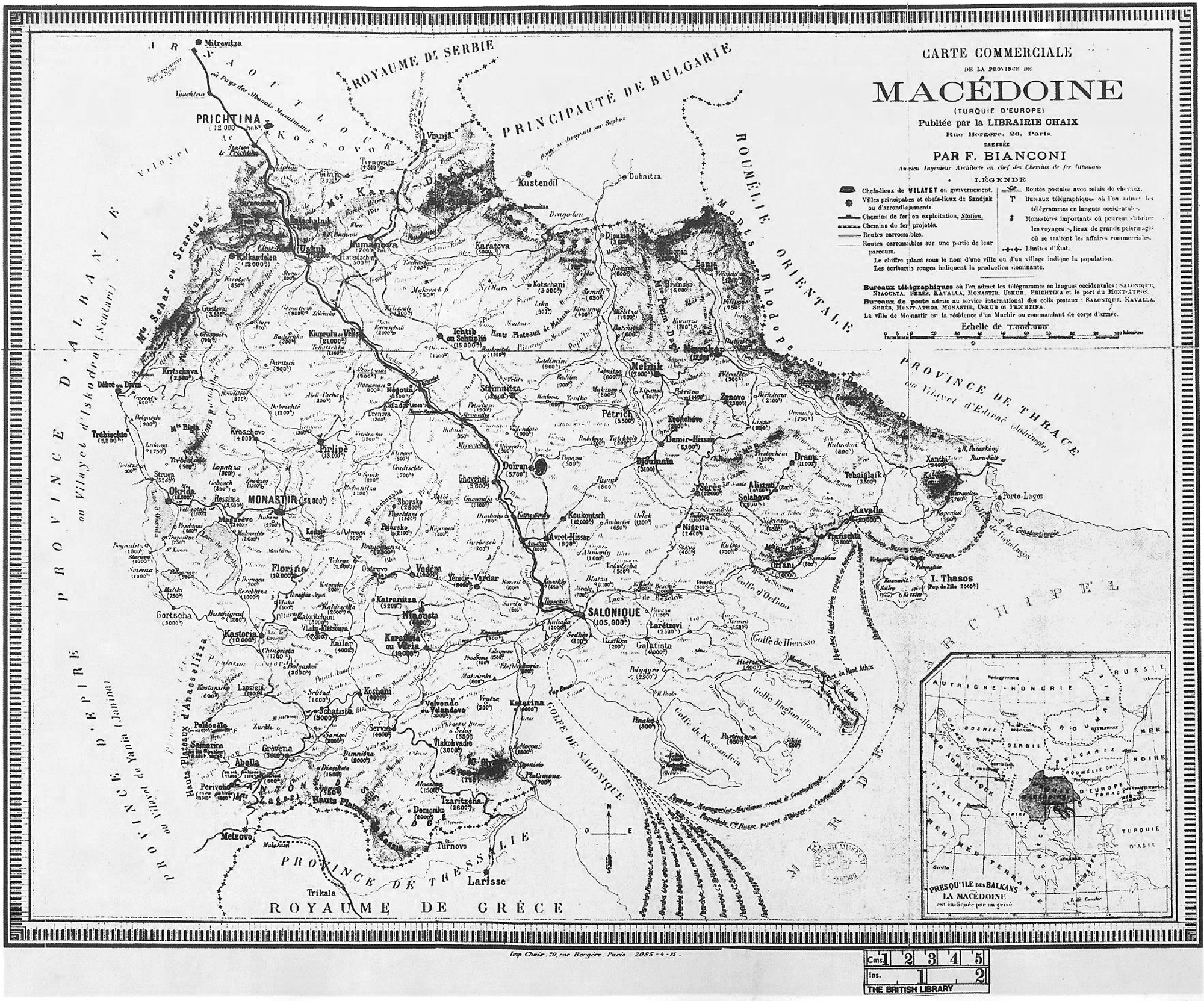
La Macédoine en 1885 selon Bianconi.

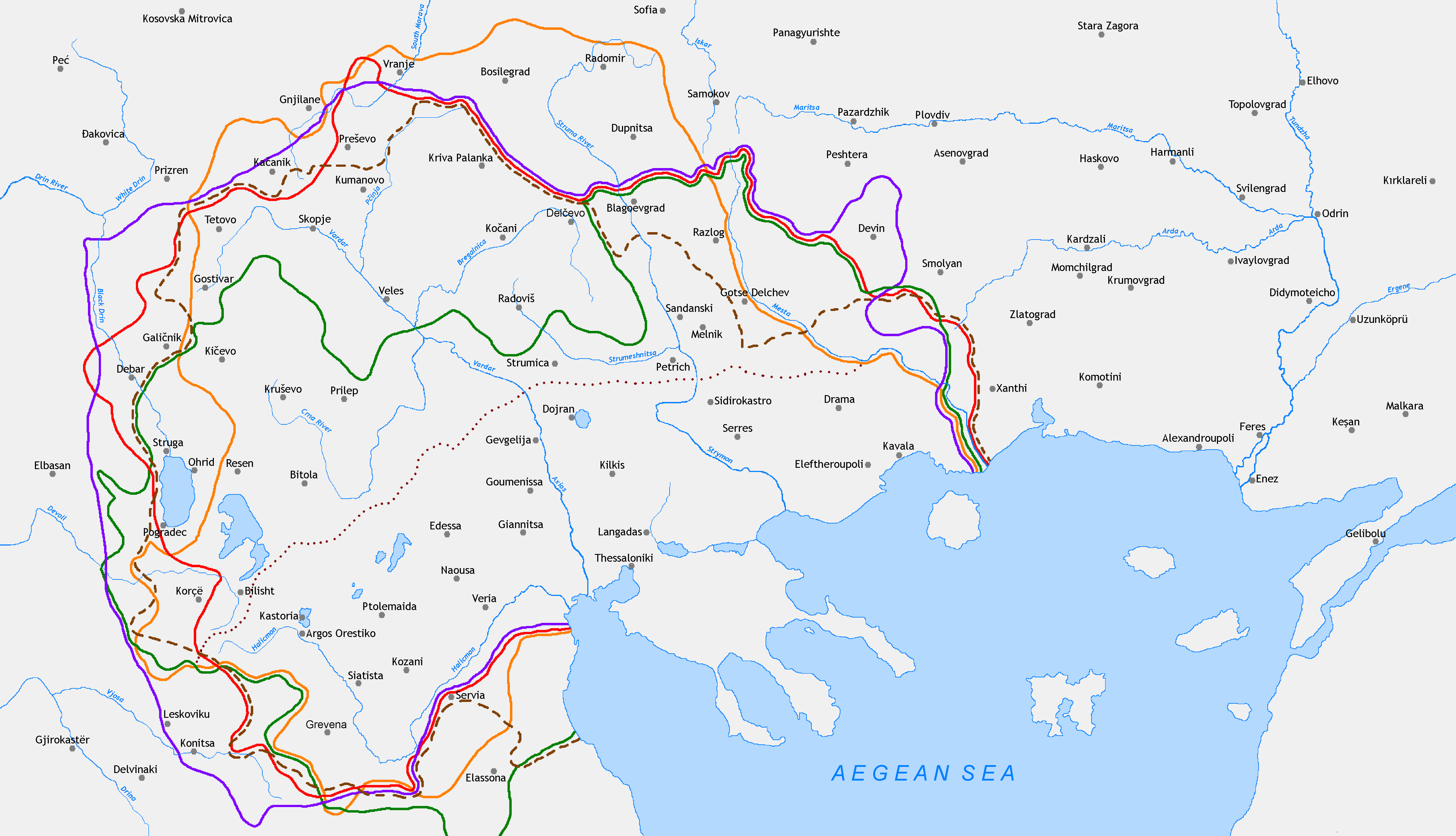
La Macédoine selon les cartes des années 1843 à 1927.

Les aspirations des populations furent le prétexte de la première Guerre balkanique durant laquelle les Ottomans furent battus ; la Macédoine fit alors l'objet de revendications de plusieurs états de la Ligue balkanique (Serbie, Monténégro, Grèce et Bulgarie) ; cette dernière, voyant la Serbie s'emparer de la majeure partie de la Macédoine, s'engagea dans la deuxième Guerre balkanique contre ses anciens alliés, ce qui conduisit en 1913 à l’établissement de nouvelles frontières selon le traité de Bucarest, au terme duquel la Bulgarie ne récupéra qu'une petite partie de la Macédoine et perdit, en outre, la Dobroudja du Sud au profit de la Roumanie.
Les entités politiques qui ont existé à la suite du tracé de ces frontières sous le nom de « Macédoine » ont été nombreuses :
- La Macédoine est une région composée du nord de la Grèce constituée en 1913 à la suite des guerres des Balkans. Elle regroupe trois périphéries : la Macédoine-Orientale-et-Thrace, la Macédoine-Centrale et la Macédoine-Occidentale.
- La République socialiste de Macédoine a été l'un des états qui composent la République fédérative socialiste de Yougoslavie en 1946. Elle a par la suite pris officiellement le nom de République de Macédoine, puis en 1963 a été rebaptisée République socialiste de Macédoine.
- Entre 1991 et 2019, la République de Macédoine est le nom de l’État souverain dénommée officiellement Ancienne République yougoslave de Macédoine ou l'ex-République yougoslave de Macédoine, abrégée en ARYM (ou FYROM en anglais pour Former Yugoslav Republic of Macedonia ), officiellement créé après l'indépendance de la Yougoslavie, le 8 septembre 1991.
- La Macédoine du Nord, en forme longue République de Macédoine du Nord, est le nom de l'actuel donné à cet État à la suite de l'accord de Prespa signé avec la Grèce.

## Terminologie par pays
Toutes les controverses mentionnées ci-dessus ont généré un certain nombre d’appellations plus ou moins spécifiques et politiques selon les groupes ethniques ou pays considérés. Cela a donné lieu à de nombreux points de frictions dans les relations entre les pays des Balkans, notamment entre la Grèce et la Macédoine (ARYM, FYROM) dont le premier ne reconnait pas le droit au second de se proclamer unilatéralement République de Macédoine, du fait de sa population à majorité slave.

### Dénominations macédoniennes
- Macédoine (Македонија) peut se référer à la région administrative grecque ou à la Macédoine du Nord[11].
- Macedoniens (Македонци) est utilisé pour désigner les Macédoniens slaves et les habitants de la Macédoine du Nord[11].
- Macédoine de la mer Égée (Егејска Македонија — Egeïska Makedonija) correspond à la région grecque.
- Egeïtsi (Егејци) est le nom servant à désigner les personnes originaires de la Macédoine grecque.
- Macédoine du Pirin (Пиринска Македонија — Pirinska Makedonija) correspond à la partie bulgare de la Macédoine, à l'est du massif de la Vlahina, autour des montagnes du Pirin en Bulgarie.
- Ancien macédonien (Старомакедонски) désigne la langue hellénique parlée dans l'antiquité et les habitants du royaume antique de Macédoine.

### Dénominations bulgares
- Du point de vue géographique Macédoine bulgare (българска Македониа — Bălgarska Makedonia) désigne la Macédoine orientale bulgare (vallées de la Mesta et de la Strouma à l'est du massif de la Vlahina) soit l'oblast bulgare de Blagoevgrad.
- Du point de vue diplomatique Macédonien désigne la langue que le gouvernement de la Bulgarie reconnaît sur le plan politique comme langue officielle de la Macédoine du Nord.
- Du point de vue linguistique Macédonien peut désigner un dialecte bulgare parlé dans la  Macédoine du Pirin (oblast de Blagoevgrad), en République de Macédoine du Nord et par les minorités slavophones de la Macédoine grecque[12].
- Du point de vue du Macédonisme (Македонизъм, idéologie qui considère les habitants slaves de Macédoine comme un groupe distinct des Bulgares), le parler de la Macédoine du Pirin (oblast de Blagoevgrad) est une « variante du sud-ouest du dialecte occidental » du bulgare, et n'est pas du Macédonien, ce dernier n'étant parlé qu'en République de Macédoine du Nord et en Grèce du nord[13].
- Gărkomani (Гъркомани) est un terme péjoratif pour désigner les minorités slaves de Macédoine grecque qui ont choisi de se déclarer membres de l'Ελληνική εθνική κοινωνία (Hellênikê ethnikê koinônia : Grecs par choix).
- Macédonistique (Македонистика) se réfère à l'étude des origines de la langue slave macédonienne et l'histoire de son peuple, lors de la période yougoslave, puis à l’indépendance.
- Ancien bulgare (Старобългарски) est le nom donné aux anciens slaves, méridionaux ayant occupé, à l'aube du Moyen Âge, le territoire de la Grèce (y compris la Macédoine antique) et des actuelles Macédoine du Nord, Bulgarie et sud de la Roumanie.
- Ancien macédonien (Старомакедонски) désigne la langue parlée dans l'antiquité et les habitants du royaume antique de Macédoine.

### Dénominations grecques
- Macédoine (Μακεδονία) peut se référer à région administrative ou région géographique situé en Grèce, en fonction de son contexte[14].
- Macédonien (Μακεδόνας) est le nom des habitants de la Macédoine grecque[14].
- Macédonien antique (Αρχαίος Μακεδόνας) correspond aux habitants du royaume de Macédoine antique[14].
- Slavo-macédonien (Σλάβο-μακεδόνας, σλάβο-μακεδόνικα) correspond à la description de l'ethnie macédonienne slave et de la langue parlée par ces populations.
- République de Skopje (Δημοκρατία των Σκοπίων) correspond à la Macédoine du Nord, ainsi appelée par les Grecs en référence à la capitale du pays : Skopje et en raison du refus de la Grèce de reconnaître l'appellation République de Macédoine[10].
- Skopiote (Σκοπιανός, Σκοπιανικά) est un autre nom utilisé pour désigner les habitants de la Macédoine du Nord ou la langue officielle de ce pays.
- Slavophone (Σλαβόφωνος) est le nom par lequel les Grecs désignent les locuteurs du macédonien, qui s'étend également aux locuteurs d'autres langues slaves.

### Dénominations roumaines
La Roumanie n’a jamais eu de revendications concernant la Macédoine, mais abrite des populations d’Aroumains et de Méglénites dont une partie en sont originaires, et qui y sont dénommés :
- populairement Machedoni - « Makedons » ;
- plus classiquement Macedo-Români - « Macédoroumains », même si les dénominations linguistiques académiques et officielles sont Aromâni - « Aroumains » et Megleno-Români - « Méglénites » ou « Mégléno-Roumains » ;
- parfois par erreur Macedoneni - « Macédoniens », terme académiquement et officiellement réservé aux habitants slaves ou grecs, présents ou passés, de la Macédoine au sens territorial du terme, en précisant s'il s'agit de :
  - l’état indépendant pour lequel on précise cetățeni macedoneni - « citoyens macédoniens »...
  - la région grecque pour laquelle on précise greci macedoneni - « grecs macédoniens »...
  - du royaume antique pour lequel on précise macedoneni antici - « macédoniens antiques ».

Par extension et abusivement on a tendance en Roumanie à appeler Machedoni, Macedoneni ou Macedo-Români tous les Aroumains et Méglénites, même s'ils ne sont pas originaires de Macédoine et où qu'ils vivent aujourd'hui dans le monde. Ces minorités romanes sont souvent appelées « Valaques » en dehors de la Roumanie.